# جيمس هاريس (لاعب كرة قدم أمريكية)
جيمس هاريس (بالإنجليزية: James Harris)‏ هو لاعب كرة قدم أمريكية أمريكي، ولد في 2 يونيو 1982 في ألباني في الولايات المتحدة.